# Карл Джон Віґерс
Карл Джон Віґерс (англ. Carl John Wiggers, 1883—1963) — видатний американський фізіолог, який зробив великий внесок у вивчення серцево-судинної системи.
З 1949 по 1950 був 21-м президентом американського товариства фізіологів.
Також він є автором відомої схеми Віґерса.
У 1953 році він заснував академічний журнал «Дослідження кровообігу (журнал)» (Circulation Research), який редагував протягом п'яти років.